# República Democrática Federativa Transcaucasiana
A República Democrática Federativa Transcaucasiana (RDFT, em russo Закавказская демократическая федеративная республика (ЗКДФР), transl. Zakavkazskaya demokratitcheskaya federativnaya respublika), também conhecida como Federação Transcaucasiana, foi um Estado federativo de pouca duração (de fevereiro de 1918 a maio do mesmo) formado pelos territórios que compõem os atuais países do Transcáucaso (Armênia, Azerbaijão e Geórgia).
Depois da Revolução de Fevereiro, o Governo Provisório Russo instalou o Comitê Especial Transcaucasiano (ОЗАКОМ, особый Закавказский Комитет, transl. OZAKOM - osobyy Zakavkazskiy Komitet) para governar a área. Depois da Revolução de Outubro, foi instalada a República Transcaucásica e o Comissariado Transcaucásico, que por sua vez foram substituídos pela RDFT.
A Sejm Transcaucasiana foi reunido no dia 10 de fevereiro de 1918, encabeçado pelo menchevique georgiano Nikolay Chkheidze. A Sejm proclamou o Transcáucaso uma república democrática federativa independente em 24 de fevereiro]
. A federação terminou quando a Geórgia declarou a sua independência em 26 de maio daquele ano; a Armênia e o Azerbaijão fizeram o mesmo em 28 de maio]].